# Thyreodon morosus
Thyreodon morosus är en stekelart som beskrevs av Smith 1879. Thyreodon morosus ingår i släktet Thyreodon och familjen brokparasitsteklar. Inga underarter finns listade i Catalogue of Life.